# 127 TCN
Năm 127 TCN là một năm trong lịch Julius. 